# Safia irresoluta
Safia irresoluta là một loài bướm đêm trong họ Noctuidae.